# イングリッド・カヴェラルス
イングリッド・カヴェラルス（Ingrid Kavelaars、1971年3月20日 - ）は、カナダの女優。

## 出演作品
- リスナー 心を読む青い瞳 シーズン4
- XIII -サーティーン- シーズン2
- V シーズン1
- リ・ジェネシス3 バイオ犯罪捜査班
- ドリームキャッチャー
- ラブ・ロマンスができるまで
- コードネーム＞エタニティ
- ファースト・ウェイブ／最終予言1999